# 大花虉草
大花虉草（学名：Koeleria cristata var. pseudocristata）为禾本科虉草屬下的一个变种。

## 扩展阅读
- 維基物種上的相關：大花虉草